# Roeselia heteroscota
Roeselia heteroscota är en fjärilsart som beskrevs av De Toulgoët 1954. Roeselia heteroscota ingår i släktet Roeselia och familjen trågspinnare. Inga underarter finns listade.